# جون ريني (صحفي)
جون ريني (بالإنجليزية: John Rennie)‏ هو صحفي أمريكي، ولد في 1959 في بوسطن في الولايات المتحدة.